# Fastext
Fastext è una funzione integrata in molti televisori per lo scorrimento veloce delle pagine di un teletext.

## Descrizione
La funzione Fastext si utilizza attraverso quattro tasti colorati presenti sul telecomando del televisore o del decoder, di colore rosso, verde, giallo e blu.